# ارپ
ارپ (به لاتین: Erpe) یک منطقهٔ مسکونی در بلژیک است که در ارپ-مر واقع شده‌است. ارپ ۸٫۲۸ کیلومتر مربع مساحت و ۴٬۹۰۳ نفر جمعیت دارد و ۰ متر بالاتر از سطح دریا واقع شده‌است.